# Schmetterlinge (band)
Schmetterlinge was een Oostenrijkse band, ontstaan in 1969. 
De oorspronkelijke bezetting was
- Willy Resetarits - slagwerk, conga, zang
- Georg Hernnstadt - gitaar, zang
- Fredi Rubatschek - gitaar, zang
- Erich Meixner - gitaar, banjo, zang

In 1970 al voegde Brigitte Schuster (percussie, zang) zich bij de groep. In 1971 en 1972 was Pippa Armstrong het vrouwelijke lid in plaats van haar. Fredi stopte ook met de groep en Herbert Zöchling-Tampier (elektrische gitaar, mandoline, zang) verving hem. Vanaf 1976 was Beatrix Neundlinger (fluit, zang) in plaats van Armstrong de frontvrouw. 
De Proletenpassion werd in 1976 voor het eerst opgevoerd tijdens de Weense feesten. Het handelde over heerschappijen en sociale vragen over het Europa van de 16de tot 20e eeuw. 
Ze vertegenwoordigden Oostenrijk op het Eurovisiesongfestival 1977 met Boom Boom Boomerang, de tekst was een satirische kritiek op de platenindustrie. Ze werden voorlaatste. 
Ze zongen in 1979 de titelsong Die größte Sau von Dortmund bis Essen van de populaire Duitse film Die Abfahrer. 

## Platen
- 1982: Die letzte Welt
- 1981: Jura Soyfer - Verdrängte Jahre
- 1979: Herbstreise
- 1977: Beschwichtigungs-Show
- 1977: Boom Boom Boomerang / Mr. Moneymakers Musicshow
- 1977: Proletenpassion, 3 Platten
- 1975: Lieder für's Leben
- 1974: Deep Water / When The Ship Comes In
- 1974: Luminal City / Partnerschaftslied
- 1973: 500 Dollars / Hopeless Lovin'
- 1973: Movie Queen / We Are Waiting
- 1973: Schmetterlinge
- 1972: Lord Raised His Voice / We've Got Together
- 1971: Tschotscholossa / Sano Duso
- Frei, frei, frei wie ein Schmetterling / Tschotscholossa
- Mit dem Kopf durch die Wende